# باوزندورف
باوزندورف (به آلمانی: Bausendorf) یک شهر در آلمان است که در برنکاستل-ویتلیش واقع شده‌است. باوزندورف ۱٬۳۳۷ نفر جمعیت دارد.